# 1995 XX
1995 XX är en asteroid i huvudbältet som upptäcktes den 8 december 1995 av AMOS-projektet vid Haleakalā-observatoriet.
Den tillhör asteroidgruppen Eos.